# تپه چغاقت
تپه چغاقت مربوط به عصر مس و سنگ - دوره ایلخانی است و در شهرستان اسلام‌آباد غرب، بخش حمیل، دهستان منصوری، ۱/۳ کیلومتری جنوب غرب روستای روتوند واقع شده و این اثر در تاریخ ۱۴ اسفند ۱۳۸۵ با شمارهٔ ثبت ۱۷۸۲۸ به‌عنوان یکی از آثار ملی ایران به ثبت رسیده است.